# Бензантрацен
Бензантраце́н, или бензоантраце́н (также тетрафен, (бенз[а]антрацен, бенз[b]фенантрен, 1,2-бензантрацен, тетрацикло-[8,8,0,0,2,7,012,17]-октадека-1,3,5,7,9,11,13,15,17-нонаен) англ. tetraphene) — органическое соединение,  полициклический ароматический углеводород с формулой С18H12, содержащий 4 конденсированных бензольных кольца, имеет несколько изомеров: тетрацен, трифенилен и хризен. Один из самых распространённых канцерогенов. Входит в состав выхлопных газов, сигаретного дыма, также образуется в результате риформинга, который происходит при процессах сгорания топлива и бытового мусора. В больших количествах содержится и получается из каменноугольной смолы.

## Физические свойства
В чистом виде представляет собой твёрдое вещество — слегка желтоватые игольчатые пластинки, имеющие слоистую структуру, при надавливании легко расслаиваются на более мелкие. В воде плохо растворим (0,014 мг/л), хорошо в неполярных органических растворителях: в бензоле, толуоле, ксилолах, слабо в спирте, эфире и ацетоне. Имеет высокую температуру плавления и кипения. Горит сильно коптящим пламенем, при нормальных условиях нередко образуется угарный газ.

## Токсикология и биологическая роль
Токсичен, особенно при его вдыхании и при попадании на кожу (легко впитывается), попав в кровоток, разносится практически по всем органам, обезвреживается в печени, часто депонируется в ней, вызывая процессы канцерогенеза. Относится к канцерогенам слабой силы, однако его производные, находящиеся в мезо-положении (в частности 10-метилбензатрацен и(или) 10-аминобензатрацен), намного сильнее (являются чрезвычайно опасными канцерогенами) и вызывают злокачественные опухоли внутренних органов — лёгких, печени и желудка.
В организме человека бензантрацен подвергается гидроксилированию с участием микросомальной системы окисления; в качестве промежуточного продукта образуется эпоксид, который чрезвычайно канцерогенен. Эпоксид — легко алкилирует ДНК, вызывая необратимые процессы клеток: апоптоз, трансформацию и мутагенез.

## Интересные факты
- Продукт окисления бензантрацена в организме человека — эпоксибензантрацен, является «промежуточным», однако, из-за своей чрезвычайно сильной канцерогенности (приблизительно в сотни раз сильнее бензола), дальнейшее окисление которого считается бесполезным.
- Бензантрацен может присоединять пятичленные кольца (в позиции С7, С8), с образованием холантрена и его производных, которые считаются одними из самых опасных канцерогенов.

## Экология
Бензантрацен, как и его производные, может сильно загрязнять воздух (входит в состав смога), особенно это часто бывает в крупных городах, рядом с ТЭС, работающими на угле, промышленными зонами (металлургические заводы, химические, нефтехимические, коксохимические комплексы). Постоянно присутствует в воздухе на уровне до 360 нг/м3, с производными до 1050-1200 нг/м3. ПДК в рабочей зоне 0,005 мг/м3, LD50 = 1200 мг/кг (для мышей).